# Rynarzewo (gromada)
Rynarzewo – dawna gromada, czyli najmniejsza jednostka podziału terytorialnego Polskiej Rzeczypospolitej Ludowej w latach 1954–1972.
Gromady, z gromadzkimi radami narodowymi (GRN) jako organami władzy najniższego stopnia na wsi, funkcjonowały od reformy reorganizującej administrację wiejską przeprowadzonej jesienią 1954 do momentu ich zniesienia z dniem 1 stycznia 1973, tym samym wypierając organizację gminną w latach 1954–1972.
Gromadę Rynarzewo z siedzibą GRN w Rynarzewie utworzono – jako jedną z 8759 gromad na obszarze Polski – w powiecie szubińskim w woj. bydgoskim, na mocy uchwały nr 24/13 WRN w Bydgoszczy z dnia 5 października 1954. W skład jednostki weszły obszary dotychczasowych gromad Kołaczkowo, Rynarzewo i Szkocja oraz osiedle Podlaski z dotychczasowej gromady Żurczyn ze zniesionej gminy Samoklęski Małe, a także obszar dotychczasowej gromady Rudy ze zniesionej gminy Łabiszyn, w tymże powiecie. Dla gromady ustalono 25 członków gromadzkiej rady narodowej.
31 grudnia 1959 do gromady Rynarzewo włączono wsie Władysławowo i Annowo oraz miejscowości Dębinek, Sumówka, Borek, Sarnia Góra, Żabie Błota i Nadjezierze ze zniesionej gromady Władysławowo w tymże powiecie.
1 stycznia 1972 z gromady Rynarzewo wyłączono wieś Zazdrość, włączając ją do gromady Szubin w tymże powiecie.
Gromada przetrwała do końca 1972 roku, czyli do kolejnej reformy gminnej.